# Castillo de Mijas
El castillo de Mijas, también denominado la muralla, son los restos de una fortificación situada en el casco urbano de la localidad malagueña de Mijas, España. Cuentan con la protección de la Declaración genérica del Decreto de 22 de abril de 1949, y la Ley 16/1985 sobre el Patrimonio Histórico Español.

## Descripción
Los vestigios del castillo se sitúan en la vertiente norte de un pequeño cerro localizado al sur del núcleo urbano. Se conserva una pequeña parte de la muralla y una torre. Está realizada con mampostería, de aparejo irregular trabado con argamasa de cal. Han desaparecido todos los elementos internos del castillo.

## Historia
Parece ser que la fundación de Mijas se produjo en época romana y que durante época andalusí ejerció importancia como población fortificada por su situación estratégica. De ello solo quedan las ruinas de lo que debió ser una atalaya o castillo, en la plaza donde hoy está la iglesia de la Inmaculada Concepción, y restos del recinto amurallado, donde hoy se encuentran los jardines de la Muralla. 